# Wrecker
Wrecker es una película de terror canadiense de 2015 escrita y dirigida por Micheal Bafaro. Está protagonizada por Anna Hutchison y Drea Whitburn como amigas en un viaje por carretera que se ven amenazadas por un conductor de grúa psicópata. Se estrenó el 6 de noviembre de 2015.

## Argumento
Un marido y su mujer quedan varados en un tramo de carretera conocido como Devil's Pass («Paso del Diablo»). Cuando se corta la recepción de su teléfono celular, esperan ayuda. En otra parte, Emily se une a su amiga Leslie en un viaje por carretera después de sentirse frustrada con su novio, quien cree que puede haberla engañado. Emily conduce su Ford Mustang mientras Leslie comienza a beber cerveza. En una bifurcación, Leslie detiene a Emily y le sugiere que tomen Devil's Pass. Después de deliberar, Emily acepta.
Al poco tiempo, se quedan atrapados detrás de una grúa que transporta el auto de la pareja anterior, una camioneta Ford Torino 1973. Molesta porque el conductor no se detuvo para dejarlas pasar, Leslie lo maldice después de que lo adelantaron a toda velocidad. Cuando las mujeres entran en una gasolinera, ven que el camión las sigue. Emily ve las botas del conductor pero nada más. Para evitar una confrontación innecesaria, las mujeres se retiran sin cambiar el aceite. El encargado de la gasolinera les advierte que revisen el coche pronto.
El camionero las sigue y reacciona agresivamente a su presencia, por lo que Emily permite que la pase. Cuando disminuye la velocidad frente a ellos, Emily intenta pasarlo, solo para que se les indique que avancen hacia el tráfico que viene en sentido contrario. Conmocionadas, las mujeres se adelantan y casi atropellan a un niño en una zona residencial. Emily y Leslie se salen de la carretera hacia un restaurante, solo para ponerse nerviosas cuando se dan cuenta de que el conductor de la grúa también está estacionado allí. Se enfrentan a un cliente que creen que es el conductor, pero este se marcha en una camioneta. Una camarera les pide que se vayan por provocar un escándalo y regresan cautelosamente a la carretera.
Encuentran abandonado en la carretera el coche de la pareja, que anteriormente remolcaba la grúa. El conductor de la camioneta se detiene para ayudarlos y rápidamente le explican su terrible experiencia. Mientras las ayuda a sacar el auto abandonado de la carretera, el conductor de la grúa aparece y golpea el auto abandonado con Emily dentro. Ella sale rápidamente. Las mujeres advierten al conductor de la camioneta y aceleran temerosas. La grúa continúa siguiéndolas y finalmente las saca de la carretera con una llanta pinchada. Mientras las mujeres huyen a pie, Emily tropieza, cae sobre una roca y se desmaya por un rato. Cuando se despierta, Leslie ya no está y han cambiado la llanta del auto.
Sin saber qué más hacer, Emily regresa a la carretera, sólo para asustarse al ver otros camiones. Se sale de la carretera y duerme un rato, teniendo una pesadilla con Leslie. Cuando se despierta, continúa por Devil's Pass hasta que un oficial de policía la detiene. Emocionada por encontrar ayuda, Emily le cuenta al oficial escéptico sobre el camionero. Antes de que pueda convencerlo, el camionero lo atropella. El camionero engancha el coche patrulla a su camioneta y se marcha, confundiendo a Emily. Ella toma la pistola del policía muerto y regresa a su propio auto, que nuevamente tiene poca gasolina.
Emily olvida que está sosteniendo la pistola cuando se detiene en una gasolinera, pero la usa para obligar al encargado a darle gasolina. Mientras usa un teléfono público para comunicarse con la policía, la grúa aparece nuevamente y destruye la cabina telefónica. Emily huye en el Mustang, lo que le alerta de un problema en el motor ahora que ha ignorado hacer un cambio de aceite durante demasiado tiempo. Sabiendo que ya no podrá dejar atrás a la grúa, la involucra en un juego de la gallina. Ella conduce directamente hacia ella y el camión se desvía lo suficiente como para balancearse precariamente por un acantilado.
Emily se acerca al camión y exige saber qué le pasó a Leslie. El camionero no responde y continúa intentando retroceder desde el borde. A medida que se acerca, escucha que suena un teléfono celular y corre de regreso al auto. El timbre la lleva al maletero, que abre lentamente, temiendo lo que encontrará. Cierra la puerta del maletero después de horrorizarse por el contenido (con la implicación que es su amiga muerta Leslie), y luego usa su automóvil para estrellar la grúa por el acantilado. Más tarde, en un depósito de chatarra no especificado que tiene almacenados el auto de la pareja, la patrulla policial y la camioneta, una conductora pide ayuda porque su coche está averiado y preguntando si alguien podría ayudarla. Una grúa similar entonces arranca.

## Reparto
- Anna Hutchison: Emily.
- Drea Whitburn: Leslie.
- Jennifer Koenig: Camarera.
- Michael Dickson: Camionero.

## Producción
A Bafaro se le ocurrió el concepto de la película cuando escuchó a dos mujeres discutir en una gasolinera remota. Se inspiró en Duel, The Vanishing y Breakdown. Bafaro se inspiró en Duel para no revelar al conductor, diciendo que eso hace que la película sea «más emocionante».  Hutchison también era fanática de Duel, pero dijo que se centraba exclusivamente en hombres. Se sintió atraída por el guion porque se centra en mujeres. Bafaro dijo que el tema principal de la película son las relaciones abusivas: el camionero y las mujeres parecen tener al principio una relación normal, pero se vuelve cada vez más abusiva. El rodaje tuvo lugar en Vancouver, Canadá. Algunas escenas se rodaron en Fraser Canyon, cerca de Lytton.

## Lanzamiento
XLrator Media lanzó Wrecker en cines el 6 de noviembre y en video bajo demanda el 10 de noviembre de 2015. Fue lanzado en DVD el 5 de enero de 2016.

## Recepción
Dennis Harvey de Variety calificó la película como una « de bajo presupuesto» de Duel que sufre por la ausencia tanto de Dennis Weaver como del contenido de explotación esperado. Frank Scheck de The Hollywood Reporter, al compararlo negativamente con Duel, escribió: «El director Bafaro muestra poca aptitud para las secuencias de conducción, que son sorprendentemente aburridas por su repetitividad y falta de estilo visual». Maitland McDonagh de Film Journal International escribió: «Ubicada en algún lugar entre Duel y Joy Ride, esta película de psicomotor no logra delimitar un nuevo territorio ni generar cambios significativos en una fórmula de décadas de antigüedad». Noel Murray de Los Angeles Times también la comparó negativamente con Duel, diciendo que reelabora Duel en una película con «dos heroínas anodinas en lugar de uno» y una serie de cortes aburridos entre los dos vehículos. Joel Harley de Starburst lo calificó con 5/10 estrellas y escribió: «Es rápido, elegante y encantador a la vista, pero no hay absolutamente nada debajo del capó». Chuck Bowen de Slant Magazine lo calificó con 1,5/4 estrellas y lo llamó «una entrada mediocre» que «ofrece placeres menores» a pesar de su falta de recompensa. Matt Boiselle de Dread Central lo calificó con 2/5 estrellas y escribió: «[Ésta] fue una de las series de persecuciones más repetitivas, desordenadas y, en última instancia, aburridas que he visto en mucho tiempo».  Mark L. Miller de Ain't It Cool News escribió: «Realmente preferiría recomendar Duel cualquier día de la semana antes de decirle a alguien que debería ver Wrecker».